# Kartlis Deda
Kartlis Deda (Georgisch: ქართლის დედა, Moeder van Kartlië, ook wel Moeder van Georgië) is een monumentaal standbeeld in de Georgische hoofdstad Tbilisi. Het standbeeld is een van de symbolen van Tbilisi en kijkt vanaf de Sololaki-heuvel uit over de stad. Het beeldt een vrouw uit in traditionele Georgische klederdracht.

## Symboliek
Kartlis Deda symboliseert het Georgische nationale karakter en identiteit. De kom en het zwaard zijn symbolen van de Georgische cultuur en hebben een universele identificatiekracht. De kom wijn in de linkerhand staat voor de gastvrijheid en het zwaard in de rechterhand staat voor de bereidheid om het vaderland te verdedigen.

## Geschiedenis

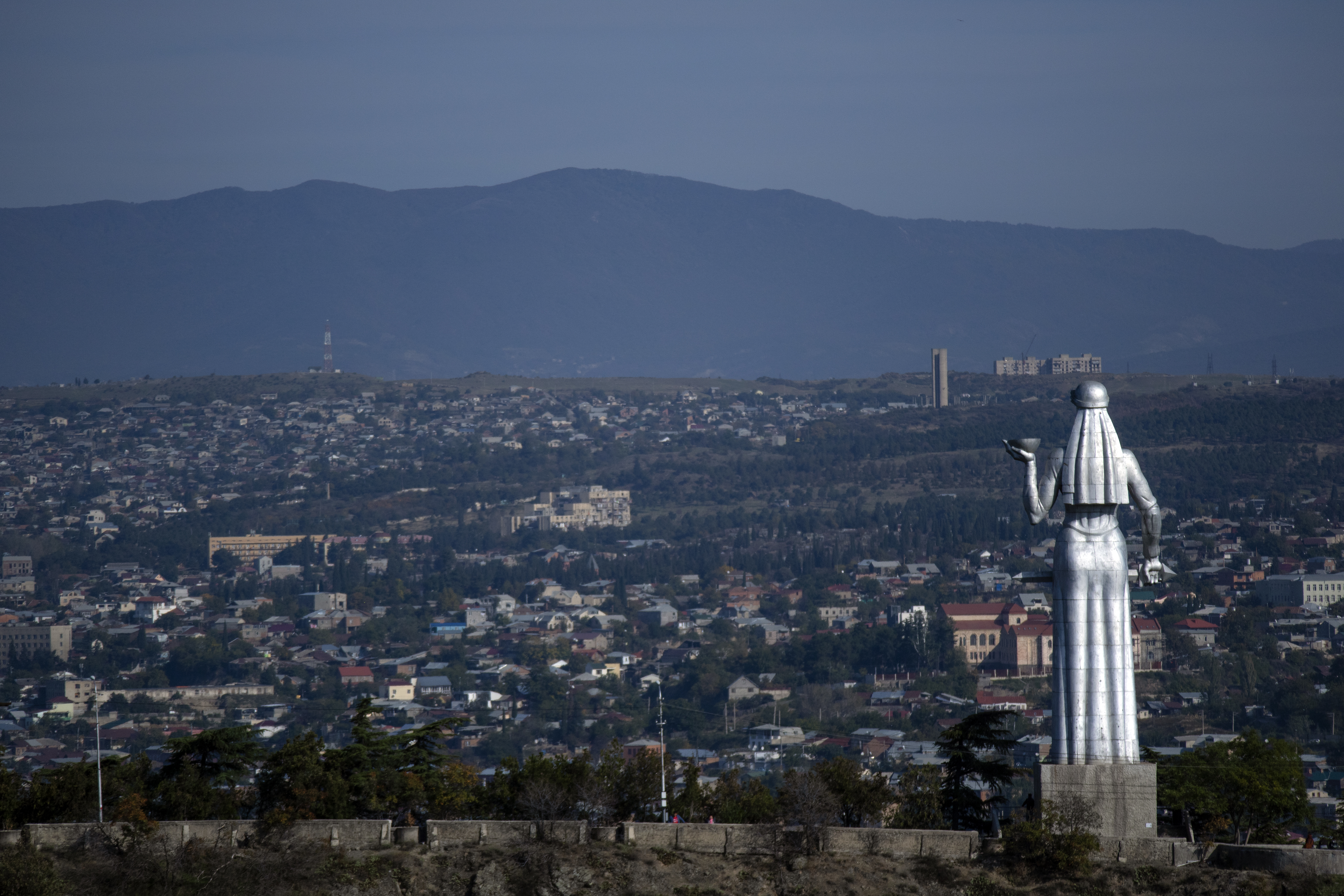
Uitzicht over Tbilisi.

Het allegorische standbeeld werd in 1958 onthuld ter ere van het 1500-jarig jubileum van de stad. Oorspronkelijk was het als tijdelijk beeld van hout gemaakt. De prominente Georgische beeldhouwer Elgoedzja Amasjoekeli (1928-2002) ontwierp het twintig meter hoge monument en in 1966 ontving hij hiervoor de Sjota Roestaveli Staatsprijs. In 1963 werd besloten het beeld permanent te maken en werd de houtstructuur met aluminium bedekt.
Amasjoekeli noemde het standbeeld "Hoofdstad", maar het werd algemeen bekend als "Moeder van Kartli". De beker met wijn en het zwaard zijn een uitdrukking van de geschiedenis van Tbilisi: de eindeloze gevechten met vijanden en het verwelkomen van vriendelijke gasten. Kartlis Deda was het eerste Sovjetmonument voor het moederland (Georgië) en is een typisch voorbeeld van de Sovjet-monumentale stijl met een nationaal tintje.
In 1997, tijdens de regering van Edoeard Sjevardnadze, werd het beeld vervangen door een geheel nieuw en minder traditioneel exemplaar. De jurk met lange mouwen werd verruild voor een modernere en er kwam een minder traditionele hoofddoek met laurierblaadjes. Het verlies aan authenticiteit viel niet bij iedereen goed en veroorzaakte destijds geschillen onder Georgiërs.

### Erfgoed

Kartlis Deda gezien vanaf de Roestavelilaan en het Vrijheidsplein.

Het monument wordt gezien als een van de belangrijkste symbolen van de stad, ondanks dat het als 'typisch socialistisch' werd getypeerd. Ondanks dat wordt het namelijk als de personificatie van Georgië en niet als Sovjet-cultureel erfgoed beschouwd. Deze meer algemene culturele betekenis van het beeld kent daarnaast interpretaties die variëren van een relatie tot de 19e-eeuwse nationale romantische literatuur tot proto-feministische discussies over de positie van vrouwen in post-socialistisch Georgië.
Tijdens de Sovjetperiode was het beeld een belangrijk onderdeel van het toeristische imago van Tbilisi, maar dat veranderde na de onafhankelijkheid in 1991 door de komst van andere monumenten, zoals het Sint-Joris monument op het Vrijheidsplein en de Samebakathedraal. Tegelijkertijd heeft het door de Georgische nationaal-culturele inslag de ontmanteling van Sovjet-monumenten overleefd.

## Locatie
Het standbeeld staat boven het oude stadscentrum van Tbilisi op de Sololaki-heuvel, waar ook het historische Narikala-fort staat. Vanaf de voet van het standbeeld is er uitzicht over Tbilisi en omgeving. Vanaf de axhterkant is er uitzicht op de botanische tuin. Kartlis Deda is te voet of met de kabelbaan vanaf het Rike-park te bereiken.